# إتش إم إكس
إتش إم إكس (بالإنجليزية:HMX) يدعى أيضًا بالأوكتجين (بالإنجليزية:Octogen) عبارة عن نتروأمين قوي وغير حساس نسبيًا، مرتبط كيميائيًا بمادة آر دي إكس (RDX)، واسم المركب هو موضوع الكثير من التكهنات؛ حيث تم إدراجه بشكل مختلف على أنه متفجر ذوبان عالي، أو متفجرات جلالة الملكة، أو متفجرات عسكرية عالية السرعة، أو RDX عالي الوزن الجزيئي..
يتكون الهيكل الجزيئي لإتش إم إكس (HMX) من حلقة مؤلفة من ثمانية ذرات من ذرات الكربون والنيتروجين المتناوبة ، مع مجموعة نترو مرتبطة بكل ذرة نيتروجين. بسبب وزنها الجزيئي العالي ، فهي واحدة من أكثر المتفجرات الكيميائية القوية المصنعة ، على الرغم من أن عددا من أحدث منها ، بما في ذلك الهكسانيتروهكسازايسوورتزيتان (HNIW) و الأوكتانيتروكوبان (ONC)،  ويتوفر إتش إم إكس لتكون مهددة ماديًا بسبب توفرها بكميات كبيرة، ويستخدم في مجالات عديدة، مثل الوقود الخاص بالصواريخ الصلب، وفي صواعق الأسلحة النووية، حيث تسهم في تصنيع الغيوم ذات شكل يشبه شكل الفطر المتوهج.

## وصلات خارجية
- Cooper، Paul W. (1996). Explosives Engineering. New York: Wiley-VCH. ISBN:0-471-18636-8. OCLC:34409473. مؤرشف من الأصل في 2020-01-25. اطلع عليه بتاريخ 2014-06-09.
- Urbanski، Tadeusz (1967). Chemistry and Technology of Explosives. Vol. III. Warszawa: Polish Scientific Publishers.